# Philippe Renouard
Pour les articles homonymes, voir Renouard.
Philippe Ernest Augustin Renouard, né le 15 septembre 1862 à Paris 9e et mort le 2 octobre 1934 à Paris 5e, est un imprimeur, libraire et bibliographe français spécialiste du XVIe siècle.

## Biographie
Philippe Renouard est le fils d'Alfred Renouard, fondateur avec Adolphe d'Eichthal de la Compagnie des Salins du Midi, ainsi que le petit-fils de Charles Renouard et du banquier Alfred Desmarest (frère d'Ernest Desmarest). Élève au lycée Condorcet, il est ensuite envoyé à la faculté de Montpellier, en vue de succéder à son père dans les Salins du Midi. Après le décès de son père en 1883, puis celui de D'Eichthal, il s'oriente vers une carrière au Conseil d'État et s'inscrit au concours d'entrée, mais décide de se consacrer aux livres.
Associé en 1892 à l'imprimeur de la Revue des deux Mondes, Georges Chamerot (d) , dont il reprendra l'affaire, devenue imprimerie Renouard, 19, rue des Saints-Pères, pour ensuite jouer un rôle important dans le syndicalisme des imprimeurs typographes.
Il fut vice-président de l'Union des maîtres imprimeurs de France à partir de 1902 et du Cercle de la librairie, président de la Chambre syndicale des imprimeurs typographes.
Lauréat de l'Institut de France (prix Brunet), il fut membre du comité d'admission de l'Exposition de Milan et président du jury à l'Exposition de Bordeaux.
Il est le beau-père de l'amiral Jean Fernet.

## Publications
- Imprimeurs et libraires parisiens du XVIe siècle.
- Documents sur les imprimeurs, libraires… ayant exercé à Paris de 1450 à 1600, Paris, H. Champion, 1901.
- Répertoire des imprimeurs parisiens, libraires et fondeurs de caractères en exercice à Paris au XVIIe siècle, avant-propos de Dominique Renouard, préf. Henri-Jean Martin, Paris, Minard, 1965.

## Sources
- Pierre Marot, Philippe Renouard, 1862-1934.